# Ladislav Kopřiva (politik ČSL)
Ladislav Kopřiva (1921 – 17. září 1995) byl český a československý politik Československé strany lidové a poslanec Sněmovny národů Federálního shromáždění za normalizace. Byl také členem vlády ČSR coby ministr bez portfeje.

## Biografie
Ladislav Kopřiva absolvoval gymnázium v Litovli. K roku 1971 a 1976 se profesně uvádí jako technik olomouckého zemědělského nákupního a výkupního závodu. Dále byl zaměstnancem podniku Severomoravský průmysl masný.
Ve volbách roku 1971 zasedl do české části Sněmovny národů (volební obvod č. 69 – Šternberk, Severomoravský kraj). Mandát obhájil ve volbách roku 1976 (obvod Šternberk) a volbách roku 1981 (obvod Šternberk). Ve FS setrval do konce funkčního období, tedy do voleb roku 1986.
Ve čtvrté vládě Josefa Korčáka působil od prosince 1981 do roku 1986 jako ministr bez portfeje.
V letech 1976 až 1986 byl také členem rady Městského národního výboru v Litovli a do roku 1990 předsedou litovelské organizace Československé strany lidové.